# San Giorgio-klassen
De tre amfibiefartøjer i San Giorgio-klassen er blev bygget af Fincantieri til Marina Militare. Skibenes officielle betegnelse er Landing Platform Dock (LPD). Disse skibe er i stand til at medbringe et bataljon marineinfanterister samt op til 36 pansrede køretøjer eller 30 kampvogne. Skibet er agter udstyret med et welldæk hvor der er plads til tre landgangsfartøjer. Helikopterdækket har plads til at tre helikoptere kan lande og lette samtidig. San Giusto er normalt udrustet som et skoleskib. Skibene er baseret ved flådestationen i Brindisi på den italienske adriaterhavskyst.

## Skibe i klassen
| Pennant | Navn        | Kølen lagt      | Søsat            | Indgået          | Skæbne | Kaldesignal |
| ------- | ----------- | --------------- | ---------------- | ---------------- | ------ | ----------- |
| L9892   | San Giorgio | 17. marts 1985  | 21. februar 1987 | 13. februar 1988 | -      | IARG        |
| L9893   | San Marco   | 26. marts 1985  | 10. oktober 1986 | 14. marts 1988   | -      | IARM        |
| L9894   | San Giusto  | 19. august 1991 | 13. oktober 1993 | 14. april 1994   | -      | IASG        |

## Erstatning
De to første skibe i klassen skal udskiftes. Den italienske flåde har fået tilladelse til at erhverve to Landing Ship, Helicopter Dock (LHD) på 190 meter og 20.000 tons. Der er desuden underskrevet en option på et tredje skib der er mere i retningen af et såkaldt Landing Ship, Helicopter Assault (LHA), som muligvis skal erstatte det aldrende hangarskib Giuseppe Garibaldi (551).